# Henri de Bourbon (Naundorff, 1899-1960)
Pour les articles homonymes, voir Naundorff et Henri V.
Ne doit pas être confondu avec Henri Naundorff (1867-1937).
Succession
Prétendant naundorffiste aux trônes de France et de Navarre
(branche française)
1er juillet 1914 – 9 janvier 1960
(45 ans, 6 mois et 8 jours)
Henri Charles Louis de Bourbon, né le 27 novembre 1899 à Lunel (Hérault) et mort le 9 janvier 1960 à Beaumont-sur-Oise (alors Seine-et-Oise, aujourd’hui Val-d'Oise), est un prétendant naundorffiste au trône de France, sous le nom de Henri V, en tant que descendant de Karl-Wilhelm Naundorff, le plus célèbre de ceux qui, au XIXe siècle, prétendirent être le dauphin Louis XVII, fils du roi Louis XVI et de Marie-Antoinette d'Autriche, officiellement mort à la tour du Temple.

## Famille
Henri Charles Louis de Bourbon est né le 27 novembre 1899 à Lunel, d'Auguste-Jean Charles Emmanuel de Bourbon (Jean III) (1872-1914) et de Fanny Marie Magdelaine Cuillé (1876-1917).
Lors de son baptême, ses parrain et marraine sont Charles Louis Mathieu de Bourbon (1875-1944) (frère de son père) et Mélanie Cuillé (sœur de sa mère).
Le 14 mars 1928 à Casablanca, il épouse Florence Greenhill, de nationalité britannique, née à Bournemouth (Royaume-Uni le 14 avril 1892 et décédée à Compiègne le 2 février 1972, et fille de Frederick Greenhill et de Mary Watts Gronut.
N'ayant pas d'enfant de ce mariage, la succession naundorffiste passe donc à son cousin Charles de Bourbon (Charles XII) (1929-2008).

## Biographie
Après la mort de son père Jean de Bourbon (Jean III) en 1914, il devient, pour ses partisans, « roi de droit » sous le nom d'Henri V. En 1936 il prend « pour ses familiers et fidèles » le titre de duc de Bourgogne.
Il est engagé pour la durée de la guerre dans l'Armée française (artillerie) le 25 janvier 1918, puis démobilisé le 25 janvier 1921. Il est engagé volontaire pour cinq ans au titre de la Légion Étrangère, le 4 octobre 1922, puis démobilisé le 4 octobre 1927, puis devient agent à la Compagnie Algérienne de décembre 1927 à 1929, puis à la Socony Vacuum Oil Company de 1929 à juin 1930. Enfin il entre à la Société Cormick, de septembre 1930 à octobre 1945. Mobilisé à nouveau le 2 septembre 1939 comme sous-officier, il devient, après la guerre, agent technique dans la Société métallurgique à Casablanca (Maroc).

## Décorations
- Croix de guerre des T.O.E.
- Médaille coloniale (Agrafe Maroc)
- Médaille commémorative de la Grande Guerre

## Armoiries
| Blason | Blasonnement : D'azur à un sacré-cœur de gueules accompagné de trois fleurs de lys d'or. Commentaires : En 1879, Louis-Charles de Bourbon (« Charles XI ») (1831-1899) et sa sœur Amélie (1819-1891) décident de porter le Sacré-Cœur en « abîme » sur l'écu traditionnel des rois de France aux trois fleurs de lys. |